# Máthé Dénes (szakíró)
Máthé Dénes (Abásfalva, 1940. július 3. –) romániai magyar biológiai szakíró.

## Élete
A székelyudvarhelyi Állami Magyar Vegyes Líceumban érettségizett 1956-ban, majd a Babeș-Bolyai Egyetemen szerzett oklevelet 1960-ban. Előbb a szentkeresztbányai Líceumban, majd 1978-tól a sepsiszentgyörgyi Kereskedelmi Líceumban tanított, 1991-ben tanfelügyelő, majd 1991 őszétől a Székely Mikó Kollégium tanára.
Első cikkét a Tanügyi Újság közölte 1967-ben. Állat- és emberélettani kísérletek című ismertető dolgozatát a Hargita megyei tanfelügyelőség adta ki (Csíkszereda, 1973). Tudománynépszerűsítő írásai a stresszről, az állatok megértéséről, állatfajok kipusztulásáról, Mendel hagyatékáról a Művelődésben jelentek meg (1972–77). Szentkeresztbánya iparosításáról és levegőjének szennyeződéséről írt tanulmánya a Probleme actuale ale ocrotirii naturii și mediului înconjurător în jud. Harghita című megyei kiadványban jelent meg (Csíkszereda, 1979). A Helikonban közzétett Értekezés a szarv eredetéről (1990/30) című írása az őskori állatnemesítések kikövetkeztethető nyomait keresi.